# Alfred Tysoe
Alfred Tysoe, född 21 mars 1874 i Burnley, död 26 oktober 1901 i Blackpool, var brittisk friidrottare.
Tysoe blev olympisk mästare på 800 meter vid Olympiska sommarspelen 1900 i Paris.